# Gunter Huonker
Gunter Huonker (* 24. Februar 1937 in Schwenningen am Neckar; † 29. November 2021 in Bonn) war ein deutscher Politiker (SPD).
Er war von 1979 bis 1982 Staatsminister beim Bundeskanzler und 1982 Parlamentarischer Staatssekretär beim Bundesminister der Finanzen.

## Ausbildung und Beruf
Huonker war der Sohn eines Steuerberaters aus Schwenningen. Er besuchte dort das Gymnasium und verbrachte ein Jahr als Austauschschüler in den USA. Sein letzter Klassenlehrer war Erhard Eppler. Nach dem Abitur absolvierte Huonker ein Studium der Volkswirtschaftslehre und der Rechtswissenschaft an der Albert-Ludwigs-Universität Freiburg, welches er mit dem ersten und dem zweiten juristischen Staatsexamen beendete. Während seines Studiums engagierte sich Huonker in den Deutsch-Israelischen Studiengruppen. Seit 1956 gehörte er der Freiburger Burschenschaft Alemannia an, trat aber 1981 wieder aus dieser aus. 1967 trat er dann als Referatsleiter in das Landratsamt Freiburg im Breisgau ein. Schon 1968 wechselte er in das Bundesministerium für wirtschaftliche Zusammenarbeit als Leiter des Büros des damaligen Bundesministers Erhard Eppler.
Seit mehr als 50 Jahren war er Mitglied der SPD. Von 1981 bis 1993 gehörte er dem Landesvorstand der SPD Baden-Württemberg an. Lange führte er die SPD-Landesgruppe im Bundestag.

## Abgeordneter
Von 1972 bis 1994 war Huonker Mitglied des Deutschen Bundestages.
Bei der Bundestagswahl 1972 erlangte er ein Direktmandat im Wahlkreis Ludwigsburg, danach ist er stets über die Landesliste Baden-Württemberg in den Bundestag eingezogen.

## Öffentliche Ämter
Am 10. Dezember 1979 wurde er als Staatsminister beim Bundeskanzler in die von Helmut Schmidt geführte Bundesregierung berufen. Anlässlich einer Kabinettsumbildung übernahm er am 28. April 1982 das Amt eines Parlamentarischen Staatssekretärs beim Bundesminister der Finanzen. Mit dem Regierungswechsel und dem Ende der sozial-liberalen Koalition im Oktober 1982 schied Huonker aus der Regierung aus.

## Familie
Gunter Huonker war verheiratet und hatte ein Kind.

## Ehrungen und Auszeichnungen
- 1986: Verdienstorden der Bundesrepublik Deutschland (Verdienstkreuz 1. Klasse)